# Agnès B

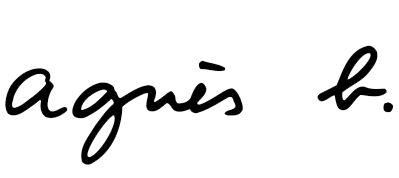

Agnès b, egentligen Agnès Troublé, född 1941, är en fransk modeskapare av barn-, herr- och damkläder, med eget varumärke sedan 1975.
Agnès b är mest känd för sina koftor i bomullstrikå knäppta med tryckknappar och utstuderat enkla, ofta svarta plagg, inspirerade av traditionella arbetaruniformer.